# Lepthyphantes altissimus
Lepthyphantes altissimus este o specie de păianjeni din genul Lepthyphantes, familia Linyphiidae, descrisă de Hu în anul 2001. Conform Catalogue of Life specia Lepthyphantes altissimus nu are subspecii cunoscute.